# Uvaria thomasii
Uvaria thomasii är en kirimojaväxtart som beskrevs av Thomas Archibald Sprague och John Hutchinson. Uvaria thomasii ingår i släktet Uvaria och familjen kirimojaväxter. Inga underarter finns listade i Catalogue of Life.